# Lukî, Mena
Lukî (în ucraineană Луки) este un sat în comuna Liskî din raionul Mena, regiunea Cernihiv, Ucraina.

## Demografie
Componența lingvistică a localității Cervoni Lukî
     Ucraineană (97,56%)
     Rusă (2,44%)
Conform recensământului din 2001, majoritatea populației localității Lukî era vorbitoare de ucraineană (97,56%), existând în minoritate și vorbitori de rusă (2,44%).